# Елунда
35°15′45″ пн. ш. 25°43′18″ сх. д. / 35.26254° пн. ш. 25.72172° сх. д.
Елунда (грец. Ελούντα), також читається як Елунта або Елуда, маленьке рибальське містечко на північному узбережжі Криту, Греція. Є частиною муніципалітету  Айос-Ніколаос і нома Ласітіон.

## Історія
Раніше, практично на місці сьогоднішньої Елунди існувало стародавнє поселення Олус, яке входило до 100 визначних міст Криту. Мешканці Олуса знаходились в постійному прикордонному конфлікті із дорійським містом Лато, доки вони врешті-решт не уклали мирну угоду. Більша частина Олуса була захоплена морем наприкінці старогрецького періоду і досі видима пірнальникам затоки Елунда.
На початку 1900-х Елунда була місцем зупинки прокажених по дорозі в колонії на Спіналонзі.

### Сучасність
Дорога в Елунду з Айос-Ніколаоса, довжиною приблизно 12 км, прокладена на схилі й надає можливість насолодитися прекрасним краєвидом затоки Мірабелло і півострова Корфо.
Також це найближче місто до колись існувавшої колонії прокажених на острові Спіналонга (офіційна назва Калідон) (грец. Σπιναλόγκα), який знаходиться в 15 хвилинах дороги човном. У 1579 венеційці побудували потужну фортецю на острові, частково на руїнах старого акрополя. Вони тримали під контролем острів навіть після того як решта Крита пала перед Османською імперією в 1669, і утримівали острів ще 46 років, лише в 1715 османи взяли його під свій контроль. В період з 1903 по 1957 на острові існувала колонія прокажених. Сьогодні цей незайнятий острів є однією з найбільших туристичних принад в регіоні.
Маленьке рибальське селище Плака, яке розташоване якраз навпроти острова Спіналонга знаходиться лише за 3 км від головної площі Елунди.

## Громадський транспорт
Автобусне сполучення в Елунді забезпечує автобусна компанія KTEL (грец. ΚΤΕΛ), автобуси якої курсують між Елундою, Плака і Айос-Ніколаосом увесь день. Всі автобуси сучасні, з кондиціонерами.
Якщо ви вирішите скористатись таксі, то звичайна такса до Айос-Ніколаоса €11 і €65 до аеропорту в Іракліоні, столиці Криту.

## Елунда в літературі
Елунда згадується в книжці «Острів» Вікторії Хіслоп, що розказує вигадану історію сім'ї пов'язаної із колонією прокажених. Свого часу книжка була бестселером в Англії.